# إشعيا كروفورد
إشعياء كروفورد أو إشعيا كروفورد هو مدير أكاديمي وعالم نفس أمريكي يحمل منصب الرئيس الرابع عشر لجامعة بوجيه ساوند في واشنطن.

## التعليم
حصل كروفورد على درجة البكالوريوس في علم النفس السريري بعد تخرجه من جامعة سانت لويس الأمريكية، وحصل على درجتي الماجستير والدكتوراة من جامعة ديبول في شيكاغو.

## الحياة المهنية
أكمل كروفورد تدريبه في علم النفس السريري قبل مرحلة الدكتوراة في المركز الطبي في سان فرانسيسكو فرجينيا، وعمل كأخصائي في مستشفى تشارتر باركلي، ومركز الصحة العقلية المجتمعي بجامعة ديبول. قام بإدارة عيادته السريرية الخاصة من عام 1987 حتى عام 2008.
شغل كروفورد سابقًا منصب العميد والمسؤول الأكاديمي الرئيسي لجامعة سياتل الأمريكية من عام 2008 حتى عام 2016، وعميد كلية الآداب والعلوم في جامعة لويولا في شيكاغو من عام 2004 حتى عام 2008.

## الحياة الشخصية
كروفورد مثلي الجنس بشكل علني ويعيش في تاكوما - واشنطن مع زوجته كينت كورنيسيل. 